# Ëmëhntëhtt-Rê
Albums de Magma
Live in Tokyo
(2009) Félicité Thösz
(2012)
Ëmëhntëhtt-Rê est le dixième album du groupe Magma, paru en novembre 2009 sur le label Seventh Records (réf. A 35). Cet album a été initié en 1975 et forme la troisième partie d'une trilogie dont la première partie est K.A (Köhntarkösz Anteria) et la partie centrale Köhntarkösz. Certains des thèmes de Ëmëhntëhtt-Rê sont l'aboutissement de morceaux précédents (Zombies, RindAë et Hhaï) désormais assemblés comme un tout.
Le CD est accompagné d'un DVD montrant les différentes phases de l’élaboration de l’album.
| No | Titre             | Durée |
| -- | ----------------- | ----- |
| 1. | Ëmëhntëhtt-Rê I   | 06:53 |
| 2. | Ëmëhntëhtt-Rê II  | 22:25 |
| 3. | Ëmëhntëhtt-Rê III | 13:06 |
| 4. | Ëmëhntëhtt-Rê IV  | 03:54 |
| 5. | Funëhrarïum Kanht | 04:19 |
| 6. | Sêhë              | 00:27 |

## Musiciens
- Christian Vander : batterie, percussions, piano, Piano électrique Fender Rhodes, Claviers, Chant
- Stella Vander : Chant, chœurs, percussions
- Isabelle Feuillebois : Chœurs
- Hervé Aknin : Chœurs
- Benoît Alziary : Vibraphone
- James Mac Gaw : Guitare
- Philippe Bussonnet : basse, basse piccolo
- Bruno Ruder : Fender Rhodes